# Matilde Llòria
Matilde González Palau (Almansa, 23 de setembre de 1912 - València, 16 de maig de 2002), més coneguda amb el nom literari de Matilde Llòria, va ser una poeta valenciana. És un cas insòlit en haver desenvolupat la seua obra en tres llengües: català, castellà i gallec.

## Biografia
Tot i que nasqué a Almansa, amb un any d'edat, la família es traslladà a viure a Moixent (la Costera), d'on era la mare. Més tard, tingueren cura d'ella els avis paterns (naturals de Requena) i se n'anà a viure a la ciutat de València. Així s'explica el bilingüisme de l'autora, que es veié reforçat amb el casament amb el metge de Sinarcas (la Plana d'Utiel) Federico Lloria i amb el posterior exili a terres gallegues.
Com ja hem dit, Matilde Llòria es casà amb el metge Federico Lloria (de qui agafà el cognom per al seu nom artítistic), militant del partit comunista i, per raons polítiques, impossibilitat per a exercir la medicina a València durant cinc anys. L'any 1942, el matrimoni es traslladà a viure a A Merca (Ourense), on estava empresonat el també metge Roberto Lloria i on el marit de l'autora exercí la medicina fins a l'any 1969.
En la seua estada a Ourense, conegué l'escriptor Ramón Otero Pedrayo i s'introduí ràpidament en els cercles literaris gallecs, tot aprenent-ne la llengua. Aquest aprenentatge va fer que l'autora s'encuriosira també pel català com a llengua literària, i l'aprenguera amb els cursos per correspondència de Carles Salvador. Així, a partir dels anys 50 inicià una carrera literària, no sols en castellà, sinó també en gallec i en català.
Amb 57 anys tornà a València, on visqué fins a la seua mort.
Fou nomenada filla adoptiva de la ciutat d'Ourense.

### Obres

#### Castellà
- Camino del cántico. València: Cosmos, 1949.
- Aleluya. Il·lustracions de Fernando Escrivà. València: Institució Alfons el Magnànim, 1953. Premi València 1952.
- Canción de navidad, 1965 (poesia en castellà)
- Un fulgor que se apaga. Gandia: Ajuntament de Gandia, 1982. Premi Ausiàs March 1981.
- Elegida brevedad. València: Centro Cultural de los Ejércitos, 1989. Premio Centro Cultural de los Ejércitos.
- Memoria anterior 1945-1965. València: Aula Cultural del Centro Gallego de Valencia, 1992.
- Irrepetible alondra. Ourense: Caja de Ahorros Provincial de Ourense, 1996.
- Diario de una adolescente. Dibujo de Silvestre de Edeta. Ourense: Deputación de Ourense, 1997.

#### Gallec
- A Galiza, nai da que renazo. Vieiros, 2, 1962.
- Caixiña de música. Ourense: Comercial Trebolle, 1971.
- Dou fe. Ourense: Deputación de Ourense,  1994.
- Unha casa no tempo. Ourense: Deputación de Ourense, 2001.

Català
- Altíssim regne. Dibuixos de Pedro de Valencia. València: Diputació Provincial de València, 1965. Premi València 1960.
- Lloc per a esperança. Gandia: Ajuntament de Gandia, 1976. XIII Premi Ausiàs March 1975.
- Espill d’un temps. Pròleg de Lluís Alpera. Xàtiva: Mateu, 2001. Pròleg de Lluís Alpera.

Antologies col·lectives
- V Taula de Poesia. València, 1953

- Antologia de poesia valenciana 1900-1950. Barcelona: Selecta, 1956; 2a ed., València: Eliseu Climent, 1980.
- Les veus de la Medusa. Vint-i-una poetesses valencianes. València: La Forest d’Arana, 1991.